# Dolinka Smocza
Dolinka Smocza, Siarkańska Dolinka (słow. Dračia dolinka, niem. Drachenseekessel, Drachenseetal, węg. Sárkány-tavi-katlan, Sárkány-tó-völgy, Sárkány-völgy-ecske) – niewielka tatrzańska dolinka leżąca na Słowacji, w Tatrach Wysokich. Jest boczną odnogą Doliny Złomisk (Zlomisková dolina).
Dolinkę Smoczą otaczają:
- od wschodu – południowo-wschodnia grań Wysokiej z kulminacjami w Smoczym Szczycie (Dračí štít, 2523 m n.p.m.) i Szarpanych Turniach (Ošarpance, 2327 m) oraz Siarkańska Grań (Dračí hrebeň) z najwyższym szczytem Wielki Siarkan (Veľká Dračia hlava, 2260 m) i kulminacją w Złomiskiej Turni (Zlomisková veža, 2132 m), które oddzielają ją od Dolinki Rumanowej (Rumanova dolinka),
- od północnego wschodu – główna grań Tatr Wysokich od Wysokiej do Ciężkiego Szczytu (Ťažký štít), która oddziela ją od Doliny Ciężkiej (Ťažká dolina) należącej do systemu Doliny Białej Wody (Bielovodská dolina),
- od północnego zachodu i zachodu Popradzka Grań (Popradský hrebeň) odchodząca od Ciężkiego Szczytu z kulminacjami w szczytach Wielkiej Kopy Popradzkiej (Veľké Kôpky, 2354 m) i Małej Kopy Popradzkiej (Malé Kôpky), która oddziela ją od należących do Doliny Mięguszowieckiej (Mengusovská dolina) Kotlinki pod Wagą (dolinka pod Váhou) i Doliny Żabiej (Žabia dolina mengusovská).

W Dolince Smoczej znajdują się Smocze Stawy:
- Smoczy Staw (Dračie pleso, inne nazwy: Veľké Dračie pleso albo Šarkanie pleso), zwany także Wielkim Smoczym Stawem, Siarkańskim Stawem albo Siarnickim Stawem,
- Mały Smoczy Staw (Malé Dračie pleso),
- Smocze Oka (Dračie oká).

Jedynym ciekiem wodnym w dolinie jest Smoczy Potok, płynący częściowo pod ziemią i uchodzący do Zmarzłego Potoku.
Przez dolinkę nie przebiega żaden znakowany szlak turystyczny, należy ona do najrzadziej odwiedzanych w Tatrach. Nazwa dolinki pochodzi od Smoczego Stawu, ta zaś związana jest z dawnymi legendami o smoku, który rzekomo w nim występował.
Pod koniec XIX wieku Dolinka Smocza była odwiedzana częściej niż obecnie – wchodzono nią na Wysoką. Pierwszymi osobami znanymi z nazwiska, które odwiedziły to miejsce, byli Tytus Chałubiński i uczestnicy zorganizowanej przez niego 10 sierpnia 1876 r. wycieczki na Wysoką. Zimą dotarli do doliny jako pierwsi Ernst Dubke, Aladár Polnisch senior, Johann Breuer i Johann Franz senior 6 marca 1905 r.

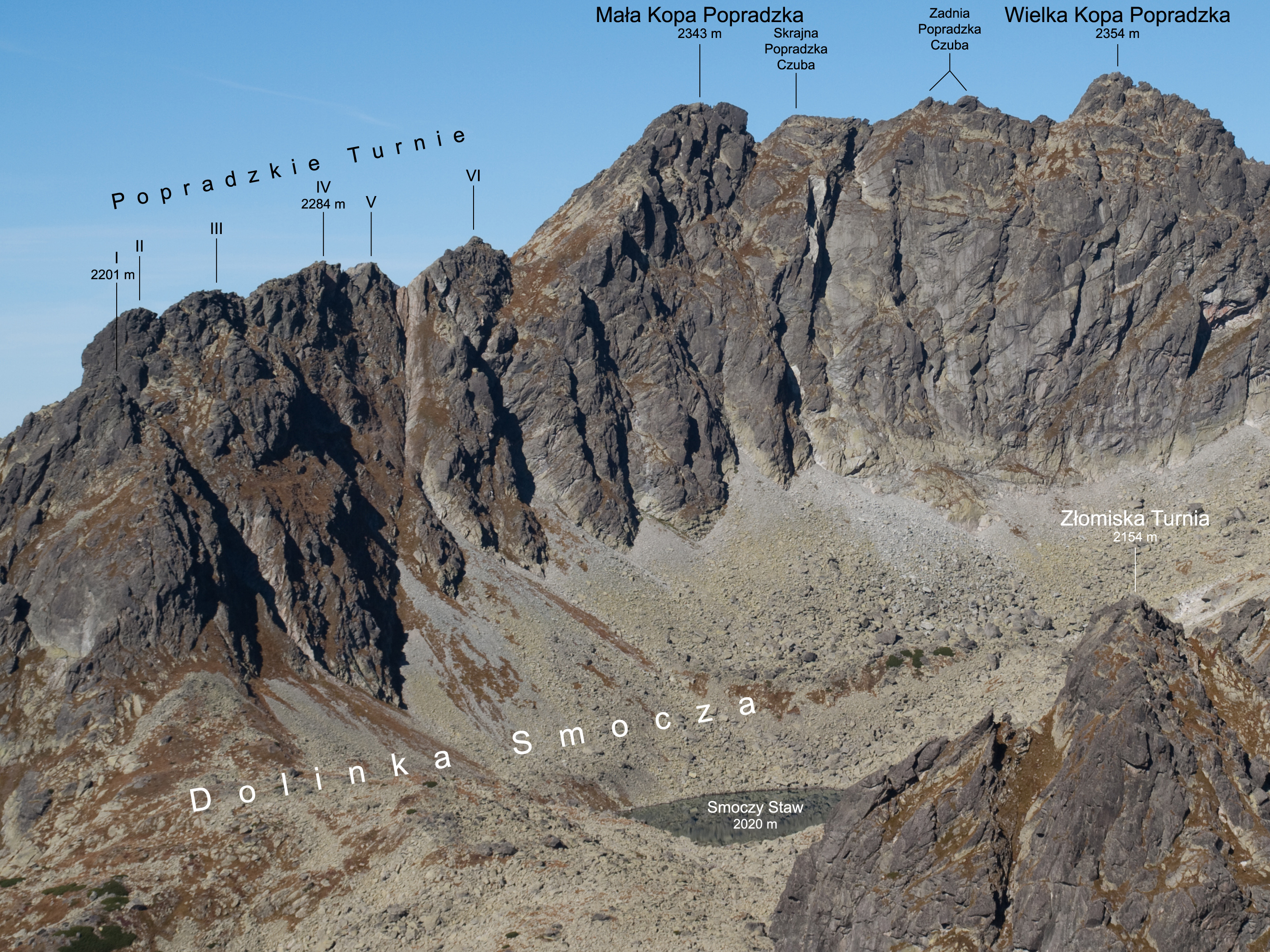
Dolinka Smocza i Popradzka Grań – widok ze Stwolskiej Przełęczy
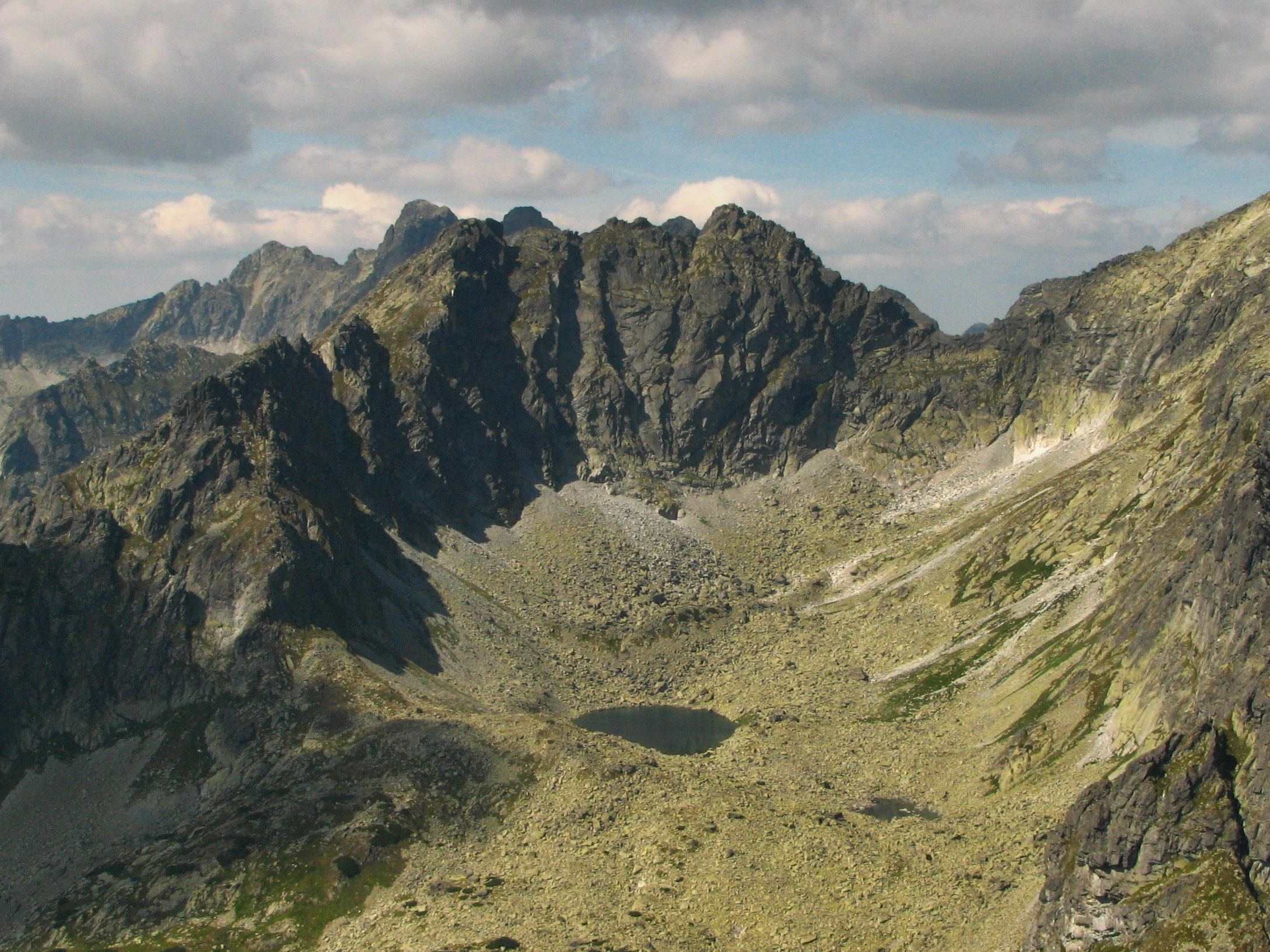
Dolinka Smocza i Kopy Popradzkie – widok z Tępej
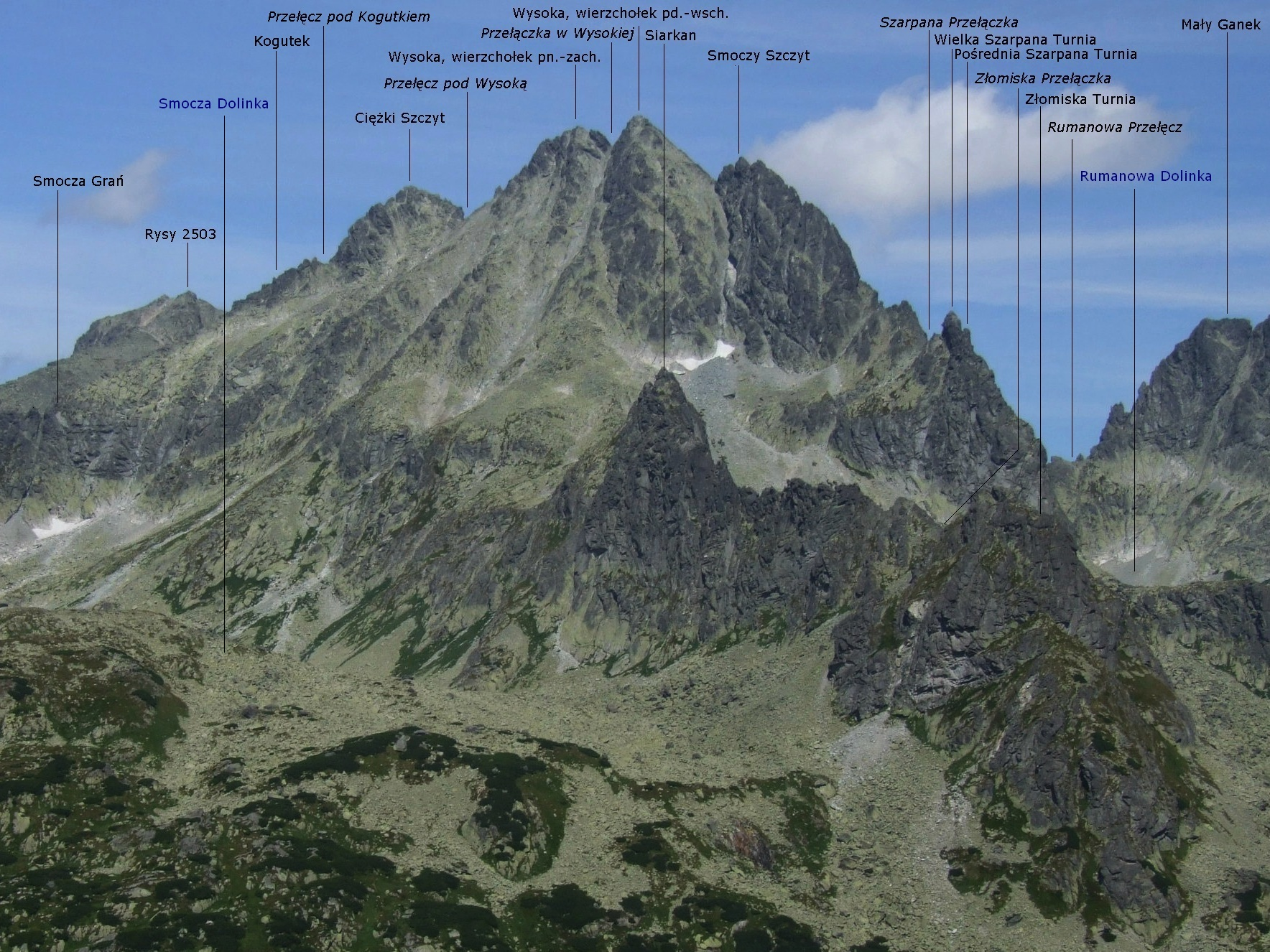
Dolinka Smocza poniżej Wysokiej. Widok z podejścia na Przełęcz pod Osterwą